# Gurs (interneringsläger)

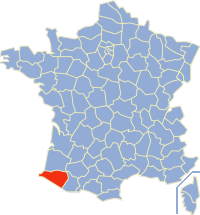
Regionen Pyrénées-Atlantiques i vilken lägret låg.

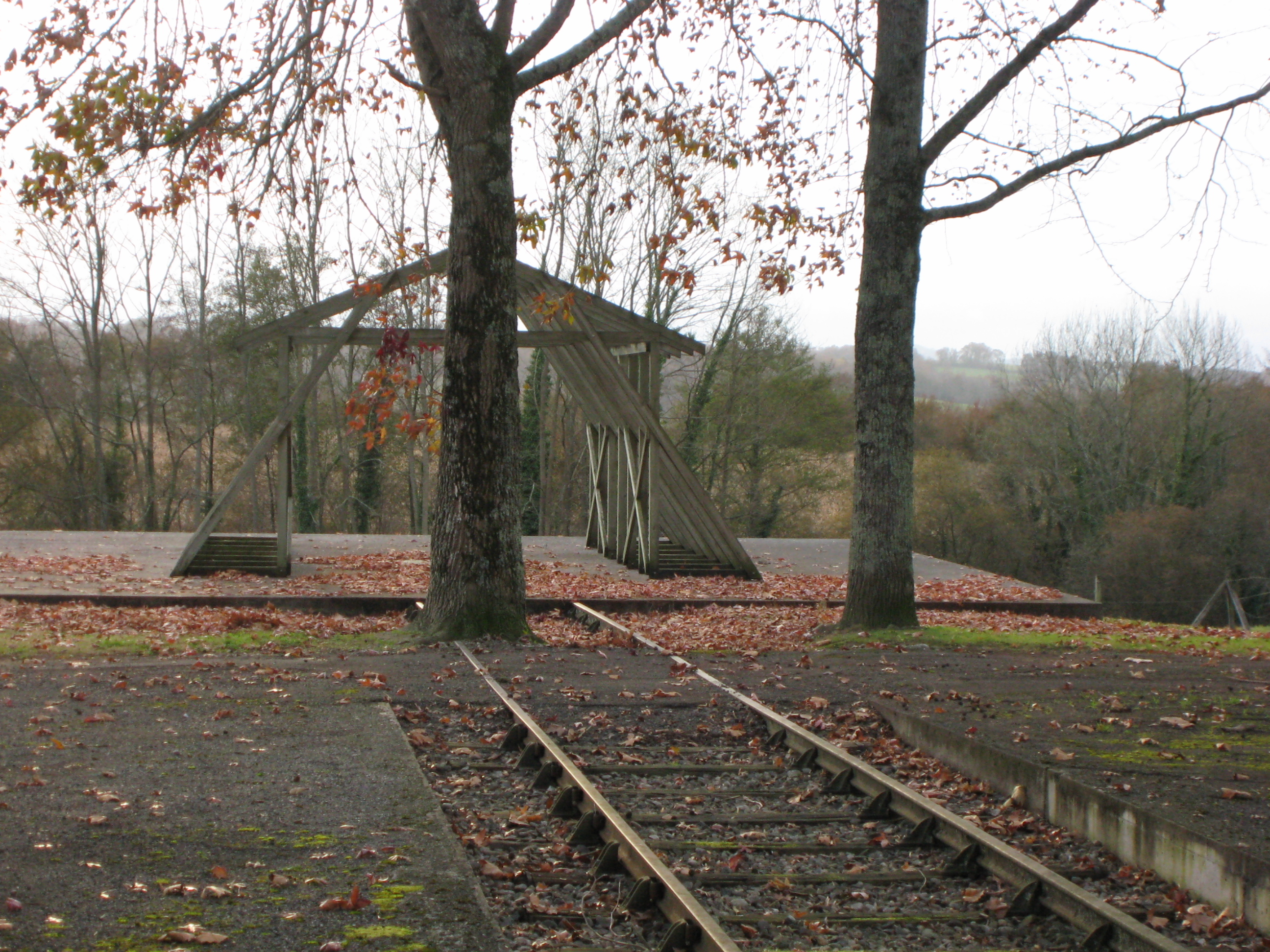
Minnesplats i Gurs, foto 2007

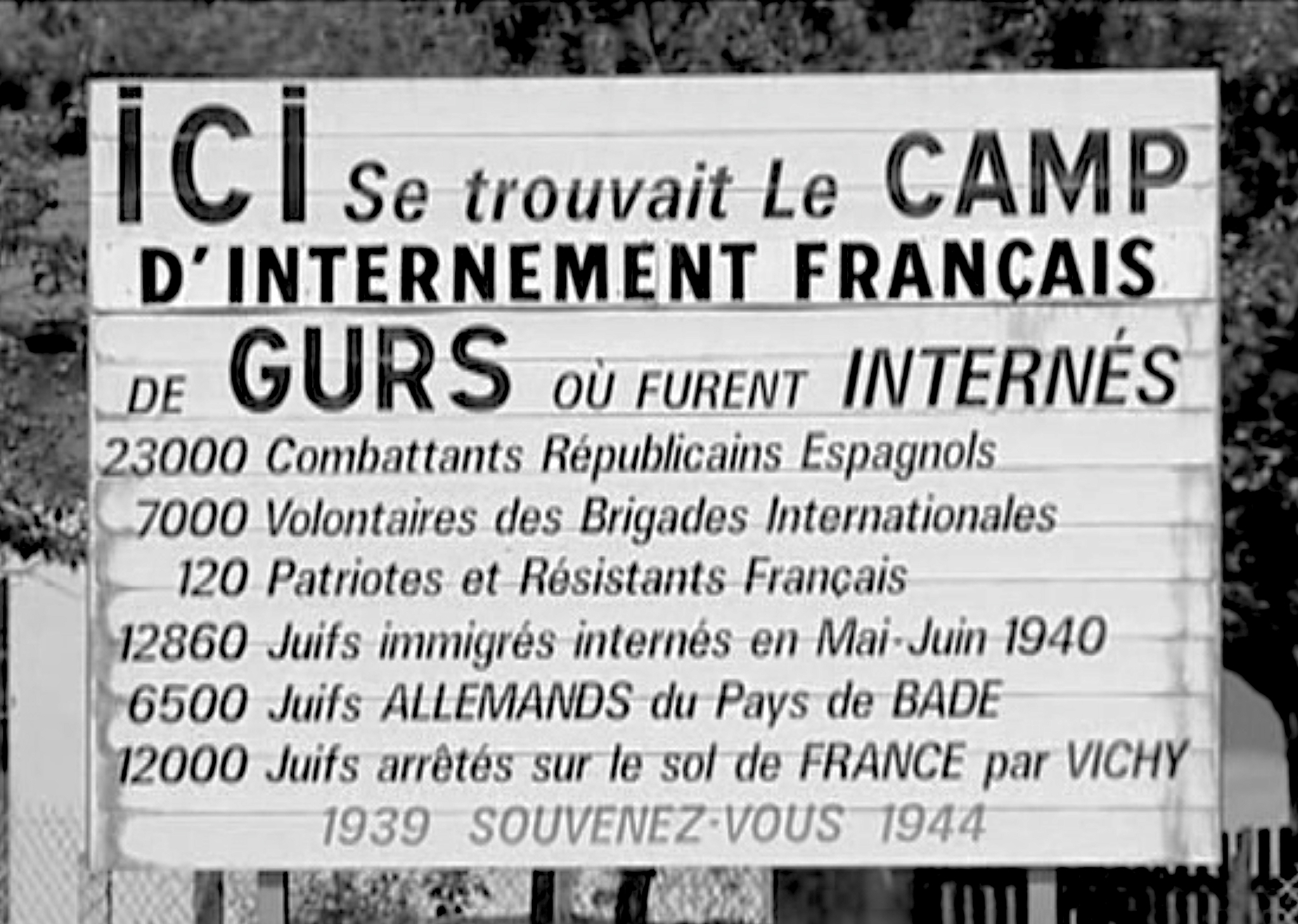
Minnestavla i Gurs, foto 1980.

Interneringslägret Gurs (Camp de Gurs) var ett franskt läger för politiska fångar, flyktingar, franska motståndsmän och judar som existerade mellan 1939 och 1945. Lägret låg i kommunen Gurs, väster om Pyrenéerna i södra Frankrike. 

## Lägrets historia
Interneringslägret Gurs inrättades av franska inrikesministeriet i mars 1939 under spanska inbördeskrigets slutskede och fem månader före andra världskrigets utbrott. Från början var lägret ett interneringsläger för politiska  flyktingar och personer som kämpat på den republikanska sidan mot general Franco i spanska inbördeskriget. Våren 1940 släpptes de flesta spanska fångar men medlemmar ur de internationella brigaderna förblev internerade. När Tyskland påbörjade invasionen av Frankrike i maj 1940 internerades ”oönskade” personer, framförallt flyktingar från Tyskland och Österrike, varav de flesta var judar. Efter Frankrikes kapitulation i slutet av juni blev Gurs, under den nyinstallerade franska Vichyregimen, även ett koncentrationsläger för judar och medlemmar av franska motståndsrörelsen.
Drygt 60 000 personer var under längre eller kortare tid internerade i Gurs åren 1939 till 1945. Hur antalet fångar fördelade sig mellan olika grupper skiftar något i källorna men överensstämmer i stort sett med det som anges på minnestavlan vid lägret (se bild).

23 000 soldater ur de spanska republikanska styrkorna

7 000 frivilliga ur de Internationella brigaderna

120 personer ur franska motståndsrörelsen

12 860 judiska immigranter internerade i maj-juni 1940

6 500 tyska judar från Baden

12 000 judar arresterade i Frankrike av Vichyregimen
Från och med augusti 1942 överlämnades omkring 4 000 fångar, majoriteten judar, till tyskarna. De fördes till interneringsläger Drancy varifrån judarna deporterades vidare till Auschwitz.
Efter krigsslutet var lägret under en tid interneringsläger för krigsfångar och fransmän som samarbetat med nazisterna. Lägret stängdes årsskiftet 1945/46.

## Kända fångar
- Lou Albert-Lasard, fransk konstnär
- Hannah Arendt, tysk-judisk filosof
- Jean Améry, österrikisk författare
- Ernst Busch, tysk skådespelare
- Dita Parlo, tysk skådespelare

### Webbkällor
- Camp de Gurs (franska)
- Information Portal to European Sites of Remembrance: Gurs
- ”Holocaust Encyclopedia: Gurs” (på engelska). United States Holocaust Memorial Museum. Arkiverad från originalet den 3 augusti 2011. https://www.webcitation.org/60fSR5HEQ?url=http://www.ushmm.org/wlc/en/article.php?ModuleId=10005298. Läst 3 augusti 2011.